# Цой Бон Со
Цой Бон Со, другие варианты — Цой Бонсо, Цой Бон-Со (25 апреля 1912 года, Ансан, Корея — 20 мая 1964 года, Средне-Чирчикский район, Ташкентская область, Узбекская ССР) — бригадир колхоза «Полярная звезда» Средне-Чирчикского района Ташкентской области, Узбекская ССР. Герой Социалистического Труда (1951).

## Биография
Родился в 1912 году в городе Ансан, Корея.
В 1920-е годы его семья эмигрировала на российский Дальний Восток. Проживал в деревне Пансендон Никольск-Уссурийского уезда. С 1931 года — учитель неполной средней школы в деревне Ляличи Михайловского района. В 1936 году поступил на учёбу Владивостокского педагогического рабфака.
В 1937 году депортирован на спецпоселение в Ташкентскую область, Узбекская ССР. Трудился рядовым колхозником в колхозе «Полярная звезда» Средне-Чирчикского района (1937—1938). В этом же колхозе окончил 10 классов средней школы, после которой поступил в Ташкентский учительский институт. Потом возвратился в колхоз «Полярная звезда», где трудился бригадиром хлопководческой бригады, заведующим участком (1942—1956). За выдающиеся трудовые достижения по итогам 1948 года награждён в 1949 году Орденом Ленина.
В 1950 году бригада Цой Бон Со получила в среднем по 50 центнера хлопка-сырца на участке площадью 42,7 гектаров. Указом Президиума Верховного Совета СССР от 7 мая 1951 года удостоен звания Героя Социалистического Труда с вручением ордена Ленина и золотой медали «Серп и Молот».
В 1959 году окончил учётно-бухгалтерский техникум в селе Ялангач Орджоникидзевского района Ташкентской области. С 1959 года — заведующий участком колхоза «Полярная звезда» Средне-Чирчикского района. В 1961 году вступил в КПСС.
Скончался в мае 1964 года. Похоронен на кладбище бывшего колхоза «Полярная звезда» Средне-Чирчикского района.